# Sándortelep
Sándortelep (románul: Șandru) falu Romániában, Maros megyében.

## Története
Mezőbodon község része. A trianoni békeszerződésig Torda-Aranyos vármegye Marosludasi járásához tartozott. 1992-ben 2 román lakosa volt.

## Népessége
2002-re a település elnéptelenedett.